# Gouvernement de la Libération
Gouvernement en exil Gouvernement d'Union nationale
Le gouvernement de la Libération (luxembourgeois : Regierung vun der Befreiung) est le gouvernement du Luxembourg en fonction du 23 septembre 1944 au 14 novembre 1945 au cours de la Seconde Guerre mondiale.

## Composition

### Initiale (23 septembre 1944)
| Portefeuille | Titulaire | Titulaire     | Parti |
| --- | --------- | ------------- | ----- |
| Ministre d'État Président du gouvernement (Administration centrale, Force armée, Finances, Assistance publique) |           | Pierre Dupong | RP    |
| Ministre des Affaires étrangères (Viticulture, Arts et Sciences ; Intérieur a.i.)                               |           | Joseph Bech   | RP    |
| Ministre de la Prévoyance sociale et du Travail (Mines)                                                         |           | Pierre Krier  | AP    |
| Ministre de la Justice (Travaux publics, Transports, Électricité)                                               |           | Victor Bodson | AP    |

### Remaniement du 23 novembre 1944
- Les nouveaux ministres sont indiqués en gras, ceux ayant changé d'attributions en italique.

| Portefeuille | Titulaire | Titulaire      | Parti |
| --- | --------- | -------------- | ----- |
| Ministre d'État Président du gouvernement (Administration centrale, Force armée, Finances, Assistance publique) |           | Pierre Dupong  | RP    |
| Ministre des Affaires étrangères (Viticulture, Arts et Sciences ; Intérieur a.i.)                               |           | Joseph Bech    | RP    |
| Ministre de la Prévoyance sociale et du Travail (Mines)                                                         |           | Pierre Krier   | AP    |
| Ministre de la Justice (Travaux publics, Transports, Électricité)                                               |           | Victor Bodson  | AP    |
| Ministre de l'Instruction publique                                                                              |           | Pierre Frieden | ─     |

### Remaniement du 23 février 1945
- Les nouveaux ministres sont indiqués en gras, ceux ayant changé d'attributions en italique.

| Portefeuille | Titulaire | Titulaire           | Parti |
| --- | --------- | ------------------- | ----- |
| Ministre d'État Président du gouvernement (Administration centrale, Force armée, Finances, Assistance publique)                     |           | Pierre Dupong       | CSV   |
| Ministre des Affaires étrangères (Viticulture)                                                                                      |           | Joseph Bech         | CSV   |
| Ministre du Travail, de la Prévoyance sociale et des Mines (Sécurité sociale, Assistance publique, Service sanitaire, Mondorf-État) |           | Pierre Krier        | LSAP  |
| Ministre de la Justice (Bâtiments et Voirie, Transports, Électricité)                                                               |           | Victor Bodson       | LSAP  |
| Ministre de l'Éducation nationale (Cultes, Arts et Sciences)                                                                        |           | Pierre Frieden      | CSV   |
| Ministre de l'Intérieur (Épuration)                                                                                                 |           | Robert Als          | SE    |
| Ministre de l'Agriculture (Commerce, Industrie et Métiers, Ravitaillement alimentaire et industriel)                                |           | Guillaume Konsbruck | SE    |

### Remaniement du 21 avril 1945
- Les nouveaux ministres sont indiqués en gras, ceux ayant changé d'attributions en italique.

| Portefeuille | Titulaire | Titulaire           | Parti |
| --- | --------- | ------------------- | ----- |
| Ministre d'État Président du gouvernement (Administration centrale, Force armée, Finances, Assistance publique)                     |           | Pierre Dupong       | CSV   |
| Ministre des Affaires étrangères (Viticulture)                                                                                      |           | Joseph Bech         | CSV   |
| Ministre du Travail, de la Prévoyance sociale et des Mines (Sécurité sociale, Assistance publique, Service sanitaire, Mondorf-État) |           | Pierre Krier        | LSAP  |
| Ministre de l'Agriculture (Rapatriement)                                                                                            |           | Nicolas Margue      | CSV   |
| Ministre de la Justice (Bâtiments et Voirie, Transports, Électricité)                                                               |           | Victor Bodson       | LSAP  |
| Ministre de l'Éducation nationale (Cultes, Arts et Sciences)                                                                        |           | Pierre Frieden      | CSV   |
| Ministre de l'Intérieur (Épuration)                                                                                                 |           | Robert Als          | SE    |
| Ministre du Ravitaillement et des Affaires économiques (Commerce, Industrie et Métiers, Ravitaillement alimentaire et industriel)   |           | Guillaume Konsbruck | SE    |

## Le retour
Le 23 septembre 1944, à peine deux semaines après la libération de la capitale par l’armée américaine, le gouvernement luxembourgeois revient d’exil. Il est confronté à de graves problèmes matériels et moraux. Les questions prioritaires du moment sont le ravitaillement de la population, l’approvisionnement de l’industrie lourde en coke, l’épuration, le rapatriement des déportés et la reconstruction du pays.
Avant la libération du territoire national, les Alliés avaient reconnu le gouvernement luxembourgeois à Londres comme étant le seul représentant légal du Grand-Duché. Cependant, une fois revenus au pays, les quatre ministres exilés voient leur autorité limitée, voire contestée. D’un côté, la politique nationale doit se subordonner aux intérêts militaires supérieurs des Alliés aussi longtemps que la lutte contre l’Allemagne nazie continue. Les Alliés envoient une mission du SHAEF (Supreme Headquarters Allied Expeditionary Force), composé d’officiers américains, britanniques, canadiens et luxembourgeois. Après la Libération, cette commission est, de fait, l’autorité militaire et civile suprême au Luxembourg. D’autre part, les mouvements de résistance, qui revendiquent une légitimité morale, disputent au gouvernement ses compétences. Palliant les carences du pouvoir public, la milice de l’Unio'n assure le maintien de l’ordre et procède à l’arrestation des collaborateurs, ce qui donne lieu à certains excès. Les milieux de la Résistance qui se regroupent dans l’Unio’n prétendent se placer en dehors et au-dessus des partis traditionnels. Dans un appel lancé à la Grande-Duchesse, ils réclament un nouveau gouvernement. Ils reprochent aux « hommes de Londres » leur manque de zèle et leur mollesse en matière de rapatriement des déportés et de répression de la collaboration. Sensible aux critiques, Pierre Dupong décide d’élargir son équipe en y intégrant des hommes qui ont vécu les années d’occupation dans le pays. Le 23 novembre 1944, Pierre Frieden entre au gouvernement en remplacement du ministre de l’Instruction publique, Nicolas Margue, qui est toujours en déportation. Le 23 février 1945, le procureur d’État Robert Als est nommé ministre de l’Intérieur et hérite de Victor Bodson l’épineux dossier de l’épuration. Un militaire, l’aide de camp de la Grande-Duchesse, Guillaume Konsbruck, devient ministre de l’Agriculture. Dès son retour de déportation, le 21 avril 1945, Nicolas Margue retrouve sa place au sein du gouvernement, qui lui confie les départements de l’Agriculture et du Rapatriement.
Dans l’immédiat après-guerre, le gouvernement dirige le pays en l’absence d’un Parlement. Lorsque, le 6 décembre 1944, la Chambre des députés se réunit pour la première fois après la guerre, seuls 25 députés sur un total de 55 sont présents. Les absents sont soit encore retenus en Allemagne, soit décédés, soit soupçonnés de collaboration. Cependant, le gouvernement veut attendre la fin de la guerre ainsi que le retour des déportés et prisonniers politiques avant d’organiser des élections. En attendant, il se fonde sur les lois du 28 septembre 1938 et du 29 août 1939 pour légiférer. En prévision de la guerre, ces textes avaient concédé à l’exécutif une extension de son pouvoir réglementaire au cas où l’organe législatif se trouverait dans l’impossibilité de remplir ses fonctions. Pour se donner une plus grande légitimité démocratique, mais aussi pour canaliser le mécontentement populaire, le gouvernement décide de créer une assemblée consultative. Dix-huit séances ont lieu entre le 20 mars et le 16 août 1945. Composée d’anciens députés et de mandataires de la Résistance, l’assemblée consultative devient la principale tribune de l’opposition contre le gouvernement. Le 31 mai, Dupong désamorce le conflit en annonçant des élections législatives pour le 21 octobre 1945.

## La politique extérieure
En prenant le chemin de l’exil et en s’engageant activement dans le camp des Alliés, le gouvernement luxembourgeois a rompu avec sa politique de sécurité traditionnelle fondée sur la neutralité. Après la Libération, il poursuit la réorientation de sa politique étrangère. Le 26 juin 1945, le Grand-Duché signe la charte de San Francisco et devient membre fondateur de l’Organisation des Nations unies. Cet acte est hautement symbolique, puisqu’il reflète la volonté du Luxembourg de participer de plein droit à la vie internationale et d’en supporter les obligations. C’est aussi cette volonté d’assumer ses responsabilités internationales qui décide le gouvernement luxembourgeois à introduire le service militaire obligatoire par l’arrêté du 30 novembre 1944. La création progressive d’une armée avec l’aide des Britanniques va permettre au Luxembourg de participer à l’occupation de l’Allemagne et de figurer dans les accords militaires de l’après-guerre. En 1944, dans l’euphorie de la Libération, l’introduction de la conscription rencontre une large adhésion parmi la population.

## La politique intérieure
Dans les premiers jours de la Libération, la milice de l’Unio'n, qui s’est attribuée des pouvoirs de police, procède à l’arrestation de centaines de collaborateurs ou prétendus tels. Pour donner une base juridique à ces emprisonnements et diminuer l’arbitraire, le gouvernement stipule par un arrêté du 12 octobre 1944 que seul le ministre de la Justice, conseillé par une commission spéciale, peut ordonner l’internement. En juillet 1945, le nombre de prisonniers politiques s’élève à plus de 5 000. Ceux-ci sont affectés à des travaux de reconstruction et de déminage. Le 30 novembre 1944, le gouvernement lance une vaste enquête sur l’attitude
patriotique des fonctionnaires restés en place pendant l’Occupation. Cette mesure est progressivement étendue aux autres catégories professionnelles. L’épuration administrative donne lieu à la constitution de quelque 20 000 dossiers, dont 80 % sont classés sans suite.
Le 16 décembre 1944, le pays est surpris par l’offensive des Ardennes. Les Allemands percent le front américain qui s’était stabilisé le long de l’Our et de la Sûre et réoccupent la moitié nord du pays. Il faut attendre le 22 février pour que le dernier soldat allemand quitte le territoire du Grand-Duché. La bataille des Ardennes dévaste l’Oesling et la région d’Echternach, entraîne des déplacements importants de la population à l’intérieur du pays et provoque une détérioration de la situation alimentaire. Confronté à l’état d’urgence, le gouvernement crée une panoplie d’organismes qui lui permettent d’intervenir dans l’économie : l’Office du prix, le Commissariat au ravitaillement, le Commissariat général pour la reconstruction, l’Office des dommages de guerre. D’autre part, il maintient un certain nombre de mesures introduites par l’occupant en matière fiscale et de ravitaillement. L’arrêté grand-ducal du 26 octobre 1944 stipule que les dispositions prises par l’ennemi avant le 10 septembre 1944 relatives aux impôts, taxes et cotisations continuent à être appliquées. Le système fiscal allemand, initialement conçu pour soutenir l’effort de guerre nazi, convient également au financement de la reconstruction et de l’indemnisation des dommages de guerre. En outre, un impôt spécial de 5 % sur la fortune est introduit. Les difficultés d’approvisionnement obligent le gouvernement à prendre des mesures de rationnement et de restriction de la consommation. Malgré cette politique d’austérité, les grèves sont rares. Par des réformes sociales, le gouvernement réussit à en atténuer quelque peu les conséquences néfastes. L’arrêté grand-ducal du 30 décembre 1944 introduit un salaire social minimum. La mise en place d’une Conférence nationale du travail, organe qui réunit des représentants du patronat, du salariat et du gouvernement, permet de résoudre les conflits sociaux par la concertation. Cette institution succède en fait au Conseil national du travail qui avait été créé en 1936. Le chômage reste sous contrôle. Les ouvriers de l’industrie sidérurgique et minière, dont la production s’est arrêtée faute de combustible, sont affectés à des travaux de reconstruction. En matière monétaire, le gouvernement tente également d’éviter trop de rigueur tout en jugulant l’inflation. L’arrêté du 14 octobre 1944 fixe les modalités de l’échange des reichsmarks en francs luxembourgeois. Le reichsmark, que l’occupant avait introduit au taux de 1:10, vaut 5 francs, mais la première tranche de 100 reichsmarks est convertie à 10 francs. La Belgique met à la disposition du Luxembourg les billets nécessaires à l’opération. Si le gouvernement gère avec beaucoup d’habileté les nombreux problèmes socio-économiques de l’après-guerre, la maîtrise d’un souci majeur semble néanmoins lui échapper : celui du rapatriement des quelque 30 000 compatriotes déportés au cours de la guerre. La lenteur de leur retour suscite d’amères critiques.